# Castrillo de la Vega (kommunhuvudort)
Castrillo de la Vega är en kommunhuvudort i Spanien.   Den ligger i provinsen Provincia de Burgos och regionen Kastilien och Leon, i den centrala delen av landet, 140 km norr om huvudstaden Madrid. Castrillo de la Vega ligger 818 meter över havet och antalet invånare är 604.
Terrängen runt Castrillo de la Vega är platt, och sluttar norrut.Runt Castrillo de la Vega är det ganska tätbefolkat, med 124 invånare per kvadratkilometer. Närmaste större samhälle är Aranda de Duero, 7,9 km öster om Castrillo de la Vega. Trakten runt Castrillo de la Vega består till största delen av jordbruksmark.